# Marija in otrok s sveto Ano (Leonardo)
Marija z otrokom s sveto Ano je nedokončana oljna slika umetnika visoke renesanse Leonarda da Vincija, datirana v ok. 1501–1519. Prikazuje sveto Ano, njeno hčer Marijo in dojenčka Jezusa. Jezus je prikazan, kako se spopada z žrtvenim jagnjetom, ki simbolizira njegovo trpljenje, medtem ko ga Marija poskuša zadržati. Slika je bila naročena za glavni oltar za cerkev Santissima Annunziata v Firencah. Njena tema je Leonarda dolgo skrbela.

## Zgodovina
Verjetno je sliko naročil francoski kralj Ludvik XII. po rojstvu svoje hčerke leta 1499, vendar mu je nikoli niso izročili. Leonardo je poskusil združiti te figure skupaj z risanjem kartona Devica z otrokom, sv. Ano in sv. Janezom Krstnikom (Narodna galerija, London). Leta 2008 je kustos v Louvru na zadnji strani slike odkril več bledih skic, ki naj bi jih naredil Leonardo. Z infrardečo reflektografijo so razkrili »risbo konjske glave 7 krat 4 palcev«, ki je bila podobna skicam konj, ki jih je Leonardo naredil pred risanjem Bitke pri Anghiariju. Razkrita je bila tudi druga skica, ki prikazuje polovico lobanje. Tretja skica je prikazovala malega Jezusa, ki se igra z jagnjetom, ta skica pa je bila podobna tisti, ki je naslikana na sprednji strani. Tiskovni predstavnik Louvra je dejal, da je skice »zelo verjetno« naredil Leonardo in da je bilo prvič, da je bila kakšna risba najdena na »drugi strani enega od njegovih del«. Risbe bo med restavriranjem slike nadalje proučevala skupina strokovnjakov.

## Vsebina in sestava
Leonardova slika je hkrati prijetna, umirjena, a ob natančnejšem pregledu zmedena. Kompozicija treh figur je dokaj tesna, pri čemer Marija jasno sodeluje z malim Jezusom. Po natančnejšem pregledu njunega položaja je očitno, da Marija sedi v naročju svete Ane. Ni jasno, kakšen pomen bi to lahko imelo in kakšen pomen je Leonardo nameraval prikazati s to pozo. V drugih umetniških delih ni jasne vzporednice in ženske, ki sedijo druga drugi v naročju, niso jasna kulturna ali tradicionalna referenca, s katero bi se gledalec lahko povezal. Poleg tega, čeprav točne velikosti ne Marijine matere ne svete Ane niso znane, je mogoče iz slike ekstrapolirati, da je sveta Ana bistveno večja oseba od Marije. To subtilno, a zaznavno popačenje velikosti je uporabil Leonardo, da bi poudaril odnos med materjo in hčerko med obema ženskama kljub očitnemu pomanjkanju vizualnih namigov o večji starosti svete Ane, ki bi jo sicer prepoznali kot mater. Otrok drži jagnje. Vidimo tudi, da Marija gleda v oči svojega otroka, medtem ko sveta Ana gleda Marijo. Ker Marija sedi v njenem naročju in jo sveta Ana gleda, je možno, da je Leonardo poskušal izpostaviti njun odnos in osebnosti.

## Freudova interpretacija
Sigmund Freud se je v svojem eseju Leonardo da Vinci, spomin na svoje otroštvo iz leta 1910 lotil psihoanalitičnega pregleda Leonarda. Po Freudu oblačilo Device razkriva jastreb, če ga gledamo od strani. Freud je trdil, da je to manifestacija »pasivne homoseksualne« otroške fantazije, o kateri je Leonardo pisal v Codex Atlanticus, v katerem pripoveduje, da ga je kot dojenčka v njegovi posteljici napadel jastrebov rep. Freud je odlomek prevedel takole: »Zdi se, da mi je bilo vedno usojeno, da sem se tako globoko ukvarjal z jastrebi – saj se kot enega svojih najzgodnejših spominov spominjam, da se je jastreb, ko sem bil v zibelki, spustil k meni in mi odprl usta s svojim repom in me večkrat udaril s svojim repom ob moje ustnice.«
Na Freudovo žalost je bila beseda jastreb napačen prevod nemškega prevajalca Kodeksa in ptica, ki si jo je zamislil Leonardo, je bila v resnici zmaj, ptica roparica, ki je občasno tudi mrhovinarka. To je razočaralo Freuda, ker je, kot je priznal Lou Andreas-Salomé, imel Leonarda za »edino lepo stvar, kar sem jih kdaj napisal«. Nekateri freudovski učenjaki pa so poskušali popraviti teorijo z vključitvijo zmaja.
Druga teorija, ki jo je predlagal Freud, poskuša pojasniti Leonardovo naklonjenost upodabljanju Device Marije s sveto Ano. Leonarda je najprej vzgajala njegova krvna mati, preden ga je posvojila žena njegovega očeta Ser Piera. Ideja o upodobitvi Matere božje z lastno materjo je bila zato Leonardu še posebej pri srcu, saj je imel v nekem smislu tudi sam »dve materi«. Omeniti velja, da je v obeh različicah kompozicije (slika Louvre in londonski karton) težko razbrati, ali je sveta Ana celo generacijo starejša od Marije.

## 2011 polemika o čiščenju
7. oktobra 2011 je Le Journal des arts, pariška umetniška publikacija, poročala, da obnova predstavlja večjo nevarnost za sliko, kot je bilo prej pričakovano. Konec decembra 2011 in v začetku januarja 2012 so se pojavila poročila, da sta Ségolène Bergeon Langle, nekdanja direktorica konservatorstva Louvra in francoskih nacionalnih muzejev, in Jean-Pierre Cuzin, nekdanji direktor slik v Louvru, oba člana svetovalnega odbora, ki nadzoruje restavriranje slike, odstopila zaradi polemike glede čiščenja slike, pri čemer so kritiki trdili, da je bila slika poškodovana zaradi čiščenja, tako da je postala svetlejša, kot je umetnik sploh nameraval. Drugi strokovnjaki so govorili v prid čistilni terapiji.